# De gouden pauwels
De gouden pauwels is het 152ste album uit de reeks van De avonturen van Urbanus. Het stripalbum verscheen in 2013 bij Standaard Uitgeverij.

## Verhaal
Urbanus krijgt nachtelijk bezoek van Sint-Paulus. Hij moet het raadsel van de gouden pauwels oplossen. De volgende dag gaat hij op onderzoek. Onderweg krijgt hij last met de weerwolf die in het bos woont. Deze wil niet dat Urbanus zich met de legende van de gouden pauwels bemoeid. Plots wordt Tollembeek getroffen door de pest. Kan Urbanus het raadsel ontsluieren en de bevolking van Tollembeek weer genezen?